# Karl Pinkpank
Karl Pinkpank (* 22. Januar 1884; † 1. Februar 1947 in Ribnitz) war ein deutscher Lehrer, Imker, Autor und Politiker (DB).
Pinkpank studierte am Lehrerseminar in Neukloster und war seit 1906 als Lehrer tätig, zunächst in Kreien bei Lübz, seit 1928 in Sanitz bei Rostock, wo er auch Küster war. In den Jahren 1921 bis 1924 war Pinkpank Mitglied des Landtags des Freistaates Mecklenburg-Schwerin (3. Wahlperiode).
Ab 1926 war er Leiter des Presseamtes des Deutschen Imkerbundes und schrieb bis zu 300 Pressemitteilungen monatlich. Für die mecklenburgische Imkerzeitung „Uns’ Immen“ verfasste er Texte, u. a. in niederdeutscher Sprache. Karl Pinkpank wurde im Jahr 1933 aus dem D.I.B. verdrängt. Von 1933 bis 1938 war Pinkpank Kassenwart der Landesfachgruppe Imker Mecklenburg – bis zu einem Zerwürfnis mit dem Geschäftsführer der Reichsfachgruppe Imker, Karl Hans Kickhöffel. 1945 wurde Pinkpank der erste Vorsitzende der Landesverbandes Mecklenburg-Vorpommerscher Imker.

## Werke
- Karl Pinkpank: Die Bienenzucht, Ausgabe 50 von Der Bauernfreund. Deutscher Zentralverlag G.m.b.H., Berlin 1947